# European Economic Association

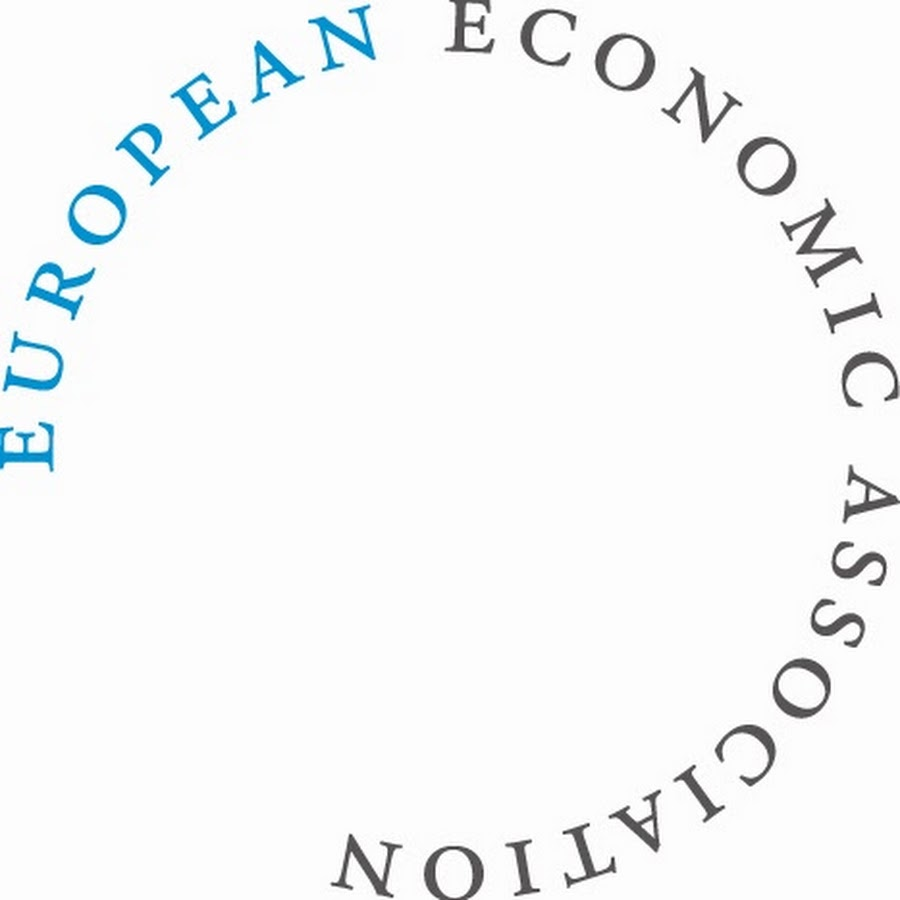
European Economic Association (Logotipo)

La Asociación Económica Europea (EEE) es un cuerpo académico profesional que vincula a los economistas europeos. Fue fundado a mediados de la década de los 80. Su primer congreso anual fue en 1986 en Viena. Su primer presidente fue el economista belga Jacques Drèze. 

## Objetivos
La Asociación actualmente tiene alrededor de 3000 miembros. Sus objetivos son:
     "... para contribuir al desarrollo y la aplicación de la economía como ciencia en Europa, para mejorar la comunicación y el intercambio entre docentes, investigadores y estudiantes de economía en los diferentes países europeos, y para desarrollar y patrocinar la cooperación entre las instituciones de enseñanza de nivel universitario e instituciones de investigación en Europa "

## Congreso anual y órgano de difusión
Publica el Diario de la Asociación Económica Europea. En agosto de cada año, la Asociación, en colaboración con el Comité Permanente Europeo de la Sociedad Económica, organiza un congreso en una ciudad europea. El congreso atrae a alrededor de 1500 participantes.

## Presidentes
| Presidentes de la European Economic Association | Presidentes de la European Economic Association |
| ----------------------------------------------- | --- |
| 1986–2000                                       | - Jacques Drèze (1986) - János Kornai (1987) - Edmond Malinvaud (1988) - Anthony Atkinson (1989) - Agnar Sandmo (1990) - Assar Lindbeck (1991) - Martin Hellwig (1992) - Mervyn King (1993) - Roger Guesnerie (1994) - Louis Philps (1995) - David Newbery (1996) - Reinhard Selten (1997) - Jean-Jacques Laffont (1998) - Partha Dasgupta (1999) - James A. Mirrlees (2000)                                                              |
| 2001–present                                    | - Jean Tirole (2001) - J. Peter Neary (2002) - Torsten Persson (2003) - Richard Blundell (2004) - Mathias Dewatripont (2005) - Andreu Mas-Colell (2006) - Guido Tabellini (2007) - Ernst Fehr (2008) - Nicholas Stern (2009) - Timothy Besley (2010) - Christopher Pissarides (2011) - Jordi Galí (2012) - Manuel Arellano (2013) - Orazio Attanasio (2014) - Rachel Griffith (2015) - Fabrizio Zilibotti (2016) - Philippe Aghion (2017) |